# Джонсън Сити (град, Орегон)
Джонсън Сити (на английски: Johnson City) е град в окръг Клакамас, щата Орегон, САЩ. Джонсън Сити е с население от 634 жители (2000) и обща площ от 0,2 km². Намира се на 18,3 m надморска височина. ЗИП кодът му е 97267, а телефонният му код е 503.